# Delta Octantis
Désignations
Delta Octantis (en abrégé δ Oct) est une étoile géante de la constellation australe de l'Octant. Elle est visible à l'œil nu avec une magnitude apparente de 4,32 et elle a la distinction d'être l'étoile polaire du pôle sud de Saturne. D'après la mesure de sa parallaxe annuelle par le satellite Hipparcos, l'étoile est distante d'environ ∼ 299 a.l. (∼ 91,7 pc) de la Terre. Elle s'éloigne du Système solaire à une vitesse radiale de +4,6 km/s.
Delta Octantis est une étoile géante rouge évoluée de type spectral K2III. Elle est environ 1,1 fois plus massive que le Soleil et elle est âgée d'approximativement sept milliards d'années. Son rayon est environ 25 fois plus grand que le rayon solaire, elle est 245 fois plus lumineuse que le Soleil et sa température de surface est de 4 311 K. L'étoile possède une métallicité relativement faible, avec une abondance en fer qui ne vaut que 38 % celle du Soleil, et elle apparaît faire partie du disque mince de la Voie lactée.